# Lael Wilcox
Lael Wilcox, née le 18 juillet 1986 à Anchorage, est une coureuse cycliste d'ultra-endurance américaine.

## Biographie
Lael Wilcox grandit à Anchorage, en Alaska. En 2008, elle obtient un diplôme en sciences naturelles et en littérature française à l'Université de Puget Sound. La même année, âgée de vingt ans, elle débute avec Nicholas Carman, un tour du monde à vélo. Le voyage débute par l'Amérique du Nord, puis l’Europe de l'Est, le Moyen-Orient et l’Afrique. En travaillant par intermittence pour récolter de l'argent, le duo traverse plus de trente pays, soit une distance de près de 160 934 kilomètres.
Pendant son temps libre, Lael Wilcox, accompagnée de sa mère Dawn, transmettent la pratique du cyclisme et réparent des bicyclettes pour les enfants des écoles primaires d'Anchorage. La cycliste participe également à un programme visant à collecter et à fournir des vélos pour les écoliers.   

## Carrière sportive
Lael Wilcox commence à s'intéresser à la course en 2014, lorsqu'elle se trouve en Israël, avec Nicholas Carman. Le couple découvre alors le Holyland Bikepacking Challenge, une course sans assistance de 1609,34 kilomètres à travers le pays, et s'y inscrit. Elle est à la fois la plus jeune coureuse et la seule femme à participer à cette course. Elle mène une course de 40 kilomètres le premier jour, et bien qu'elle ne remporte pas l’épreuve, elle choisit de s’orienter vers les courses d'endurance,.
En 2015, Lael Wilcox établit le record du parcours féminin du Tour Divide sur un contre-la-montre individuel. En 2016, elle devient la première Américaine à remporter la Trans Am Bike Race. Elle est également à l’origine du record du parcours général avec son temps sur le parcours de la Baja Divide,.

## Compétitions

### Tour Divide
En 2015, Lael Wilcox, encore considérée comme relativement inexpérimentée en matière de course sur route, bat le record féminin du Tour Divide de plus de deux jours. Elle parcourt les 2 745 milles (4 417,65 km) de la course en 17 jours, 1 heure et 51 minutes, et cela malgré un arrêt pour une visite aux urgences due à une infection respiratoire.

### Baja Divide
En 2015, la cycliste établit le record féminin du temps le plus rapide sur la route Baja Divide, qui relie San Diego, en Californie, à La Paz, au Mexique, en passant par San José del Cabo. En 2017, elle bat également le record masculin sur le même parcours.

### Trans Am
En 2016, Lael Wilcox participe à la course cycliste Trans Am qui traverse les États-Unis d’ouest en est. Femme de petit gabarit, vêtue de vêtements non cyclistes et malgré son peu d'expérience de la course sur route, elle remporte la course à la surprise des professionnels de cet évènement.
La cycliste parcourt en moyenne 378 kilomètres par jour pendant 18 jours, avec moins de cinq heures de sommeil par nuit. Le dernier matin, elle dispose de 64 kilomètres de retard sur Steffen Streich. Ce même jour, le coureur commence par erreur à rouler vers l'ouest. Elle croise alors Steffen Streich à Bumpass, en Virginie. Celui-ci lui propose de rouler ensemble jusqu'à l'arrivée. Elle refuse et sprinte les près de 200 derniers kilomètres jusqu'à la côte pour devenir la première femme et le premier Américain à gagner la course. Elle termine la course en dix-huit jours et dix minutes,.

### Navad 1000
En 2018, Lael Wilcox devient seulement la deuxième femme à terminer la course Navad 1000 en Suisse, et termine à la seconde place. La course comporte une distance de 1000 kilomètres et 99 770 pieds d’ascension. Cette course est notamment commémorée dans le film I'm Not Stopping de Rugile Kaladyte.

## Record féminin du tour du monde à vélo
Le 12 septembre 2024, Lael Wilcox bat le record féminin du tour du monde à vélo (en) en 108 jours, 12 heures et 12 minutes. Avec un départ et une arrivée à Chicago, la coureuse d'ultra-distance a réalisé 29 169 km et 192 000 mètres de dénivelé positif en traversant 21 pays. Le précédent record était de 124 jours, réalisé par la cycliste écossaise Jenny Graham (en) en 2018,.

## Initiatives et parrainages
Lael Wilcox codirige Anchorage GRIT pour que davantage de filles utilisent des vélos et pratiquent le cyclisme,. En hiver 2015, elle co-développe le parcours Baja Divide avec Nicholas Carman. En 2018, elle lance la bourse d'études Lael Rides Alaska Women's Scholarship,,. Elle parraine notamment Specialized et Revelate Designs.